# (1727) Метте
(1727) Метте (ирл. Mette) — астероид, относящийся к группе астероидов, пересекающих орбиту Марса и принадлежащий к спектральному классу S. Он был открыт 25 января 1965 года ирландским астрономом Дэвидом Эндрюсом в обсерватории Блумфонтейн и назван в честь жены первооткрывателя.

Орбита астероида Метте и его положение в Солнечной системе
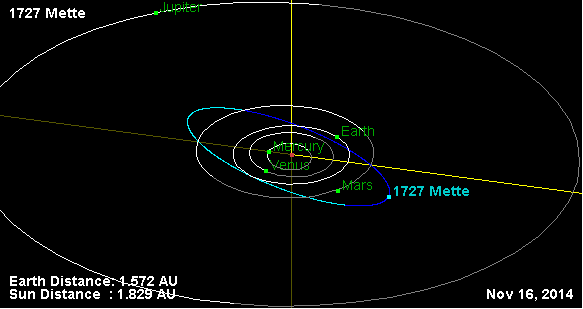
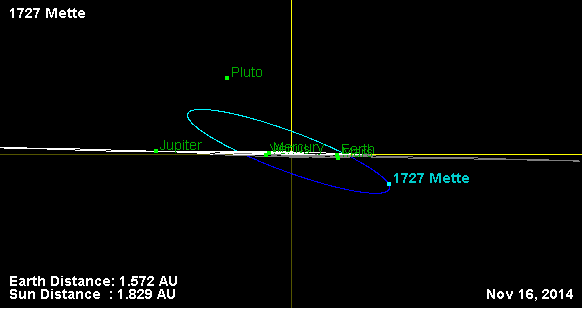